# François Honoré Georges Jacob
François-Honoré-Georges Jacob-Desmalter, född 6 februari 1770, död 18 augusti 1841, var en fransk möbelsnickare. Han var son till Georges Jacob.
Jacob-Desmalter fortsatte sin faders verksamhet under Napoleontiden. Han var samtidens främste möbelkonstnär och utförde flertalet av kejsarens inredningar. Under restaurationen lyckades han fortsätta sin verksamhet efter samma mått, men fick även en kundkrets inom övriga Europeiska hov. Hans arbeten utmärks av rikedom i utsmyckningen, ofta prunkande och överlastad.